# Maria Manonelles i Riera
Maria Manonelles i Riera (Mollerussa, 20 de gener de 1913 - Conflans-Sainte-Honorine, Illa de França, a prop de París, 16 de març de 2004) va ser una activista política i sindical catalana que participà en la resistència contra el feixisme.

## Biografia
Era filla d’Antoni Manonelles Leonart i Carme Riera Fort, originaris de Tàrrega, que es van establir el 1900 a Mollerussa, on regentaven un forn de pa, i fou la sisena de set germans. Al 1921, després de la mort del pare, marxà cap a Barcelona amb part de la seva família, on començà a treballar de modista mentre estudiava als vespres a l'Escola d'Arts i Oficis.
Inicià la seva militància política a la Barcelona de finals dels 1920, en la Federació Comunista Catalano-Balear, que liderava Joaquim Maurín. Durant la dècada de 1930, i seguint la trajectòria política d'aquesta branca del marxisme català, s'incorporà al Bloc Obrer i Camperol i després al Partit Obrer d'Unificació Marxista (POUM). El seu activisme es reflecteix en col·laboracions en diverses publicacions obreres (com L'Hora o La Batalla), on sovint escrivia sobre problemes específics de les dones.
Fou parella del líder polític i militar del POUM Josep Rovira i Canals, a qui conegué el 1932. Entre 1933 i 1935, però, estigué casada amb el periodista Àngel Estivill i Abelló (destacat comunista també procedent del Bloc Obrer i Camperol, però que en el procés d'unificació comunista optà pel PSUC).
Un cop iniciada la guerra, s'incorporà a la lluita miliciana al front d'Osca, juntament amb Josep Rovira, on es mantingué fins a l'època dels fets de maig de 1937. La repressió del POUM la va portar a viure els darrers mesos de la guerra en la clandestinitat, fins que s'exilià a França el 1939.
Participà en la resistència i en les xarxes d'evasió del feixisme, però la intensa activitat clandestina de la seva parella feu aconsellable que a finals de 1940 s'instal·lés a Rubí (d'on era originari Josep Rovira). Un cop acabada la Segona Guerra Mundial es traslladà a París, on participà en la fundació del Moviment Socialista de Catalunya.
Amb el final de la dictadura retornà a Barcelona. Va militar a Convergència Socialista, al Partit Socialista de Catalunya (Congrés) i, finalment, al Partit dels Socialistes de Catalunya.

## Llegat i memòria
El testimoni de Maria Manonelles fou un dels que inspiraren el cineasta britànic Ken Loach, a qui assessorà, per elaborar la seva versió de la participació femenina en les columnes milicianes del front d'Aragó, que ofereix en la pel·lícula Terra i Llibertat (Land and Freedom, 1997). Tot i que va morir a prop de París, està enterrada, juntament amb Josep Rovira, a Rubí.
Des de 2010, hi ha a Barcelona els Jardins Maria Manonelles, un interior d'illa de 400 m² amb accés pel carrer de Calàbria, al Districte de l’Eixample.